# Brihadeeswarar
Brihadishwara ili Brihadeeswarar (tamilski: பெருவுடையார் கோவில், Peruvuḍaiyār kōyil), također poznat i kao Rajarajeswaram,  je hinduistički hram iz 11. stoljeća u Thanjavuru, u indijskoj državi Tamil Nadu. Brihadishwara predstavlja jedan od najpoznatijih spomenika indijske arhitekture i prvi hram u svijetu koji je u potpunosti sagrađen od granita i jedan od najpoznatijih primjera cholanske hramske arhitekture. Hram je dio UNESCO-ove svjetske baštine poznate kao "Veliki hramovi dinastije Chola", te se navodi kao jedan od najboljih primjera arhitektonskih vještina Vishwakarma.
Sagrađen je od 1003. – 1010. godine u čast svom pokrovitelju, cholanskom vladaru Raja Raji Choli I., i posvećen je Brihadesvararu, koji je jedan od reinkarnacija Šive. 
Hram stoji među utvrđenim zidinama koje su vjerojatno dodane u 16. stoljeću. Njegova vimana, ili hramski toranj, je visok 66 metara te predstavlja jedan od najviših tornjeva takve vrste na svijetu. Dizajniran je tako da u bilo koje doba godine ne stvara senu u podne.
Kalash ili 'Shikhara' (filijala tornja u obliku kupole-kape) hrama je monolitni granit koji teži 81,25 tone. Da bi se kruna podigla na hram graćen je nagnuti peščani nasip dugačak 11 kilometara. Legenda kaže da je Raja Raja Chola I. na njezinom vrhu postavio bakrenu posudu tešku 107 kg s 13 kg zlata.
Od jedne granitne stijene teške 27 tona je isklesan i Nandi (sveti bik kojeg jaše Šiva) koji se nalazi u paviljonu, širokom 5 i visokom 4 metra, ispred Velikog hrma. Hramu se prilazi s istoka kroz dva portala koje čuvaju po dvije figure koje predstavljaju različite legende o Šivi.
- Toranj Velikog hrama
- Jedan od monumentalnih portala
- Jedan od manjih tornjeva hrama
- Svetište Ganapathyja
- Nandi

## Poveznice
- Gangaikondacholisvaram
- Indijski hram

## Vanjske poveznice
- A 360 degree Interaktivni obilazak hrama Brihadeshwarar  Arhivirana inačica izvorne stranice od 6. lipnja 2010. (Wayback Machine)
- Brihadishwara (engl.)